# Aleida Greve
Aleida Greve (Zwolle, 1670 - 1742), fou una pintora neerlandesa del segle xviii, coneguda per les seves pintures i per haver estat fundadora de la casa d'asil per a dones Vrouwenhuis en Zwolle.

## Biografia
Va ser la filla del major fabricant de cervesa de Zwolle, Geurt Greve (1634-ca.1680), i Lamberta Holt (d. 1691). La seva mare era la vídua d'Herman van Marle, l'anterior propietari de la fàbrica de cervesa «Gouden Kroon» que es va fusionar després del seu segon matrimoni. Aleida tenia una germanastra més gran del primer matrimoni de la seva mare, Cornelia van Marle. Juntes les dues noies van ser alumnes del pintor de Dordrecht, Wilhelmus Beurs en 1686, i amb les seves cosines Anna Cornelia Holt i Sophia Holt.
El 1686 cada alumne va haver de realitzar una pintura sobre un llenç gran -el major va ser fet per Sophia Holt-. Aleida i la seva cosina Anna Cornelia tenien 16 anys quan van fer aquestes pintures. El seu professor Beurs estava molt orgullós de les seves alumnes i va dedicar a ellas, el seu llibre sobre pintura de l'any 1692.
Una casa al carrer Melkmarkt va ser comprada als hereus del seu marit el 1706 per Aleida Greve i les seves germanes menors. Una tia soltera va venir a viure amb elles i l'any 1718, als 49 anys Greve, va redactar el seu testament, on va esbossar el seu pla per utilitzar el seu llegat per crear una casa d'asil de 17 dones de la fe reformada holandesa. En 1742, Greve va morir sense fills, i va ser creada la llar per a les dones ancianes; aquest fet està commemorat amb una placa de pedra en la part davantera de casa.

## Fons d'art

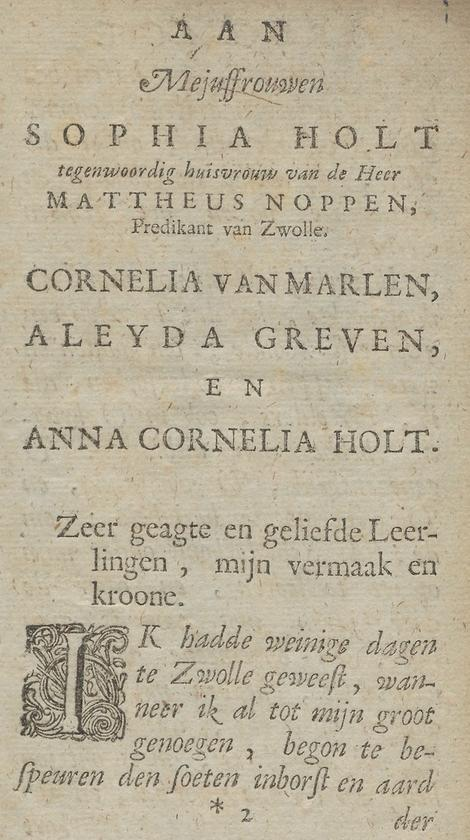
Dedicació per Beurs als seus alumnes Sophia Holt, Cornelia van Marle, Aleida Greve, i Anna Cornelia Holt.

En la voluntat de Aleida Greve es va estipular que la seva sala d'estar amb totes les seves pintures i mobles havia de romandre intacta, i aquesta és la raó per la qual aquesta col·lecció d'art amb totes les seves curiositats encara existeix íntegrament com una «càpsula del temps» de la galeria d'art d'una dama. No és clar si les pintures que s'exhibeixen a la casa estaven totes o van ser recollides per les germanes o si algunes de les pintures havien estat donades per Aleida Wolfsen. El pintor més famós representat en la col·lecció, a més de les pròpies pintores és Peter van den Velde, que va signar la seva Vista de Gibraltar i és probable que també siguin del pintor altres dues vistes de marines de la col·lecció.

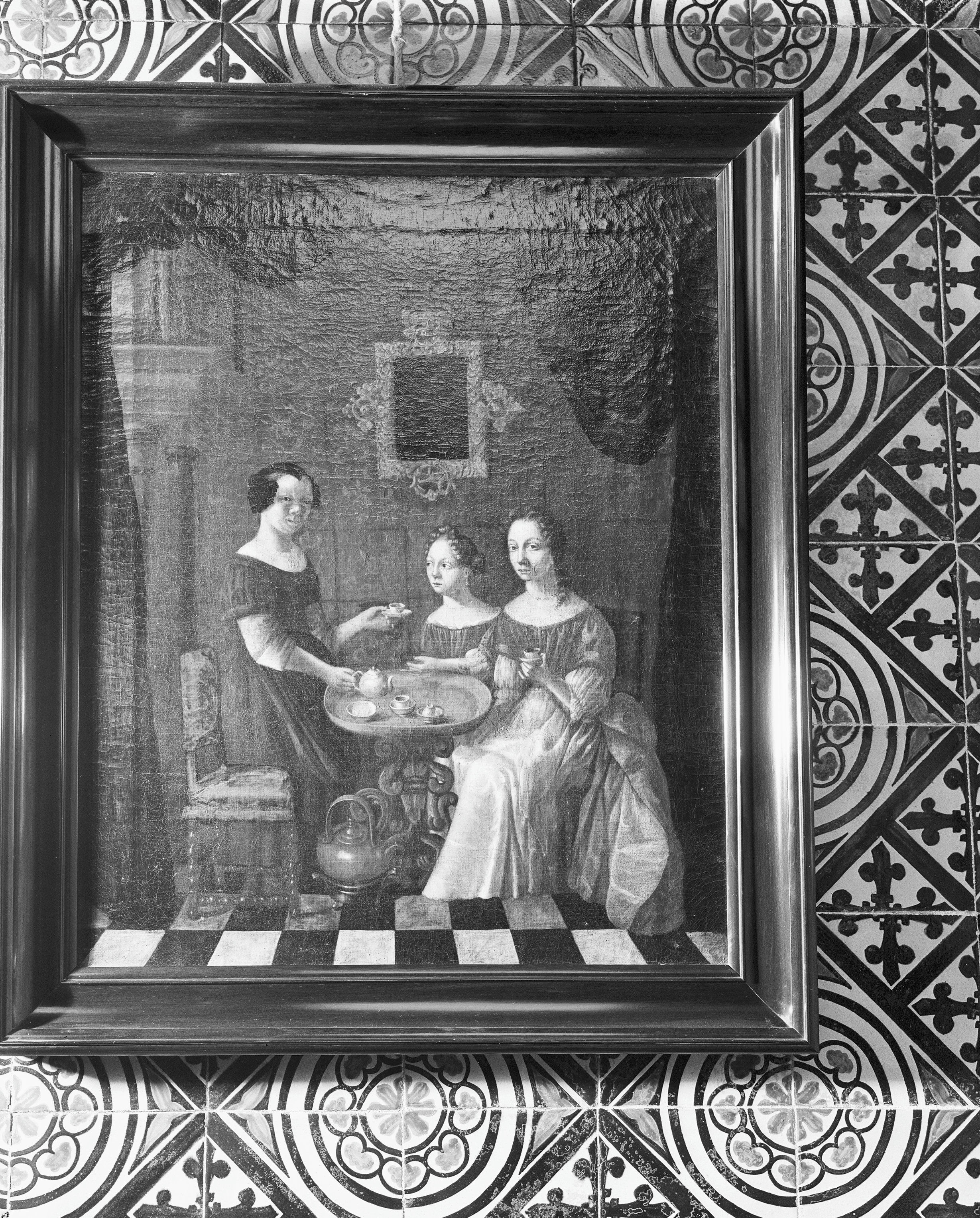
Autoretrat amb mirall, es creu que la persona que està servint el te és Aleida.
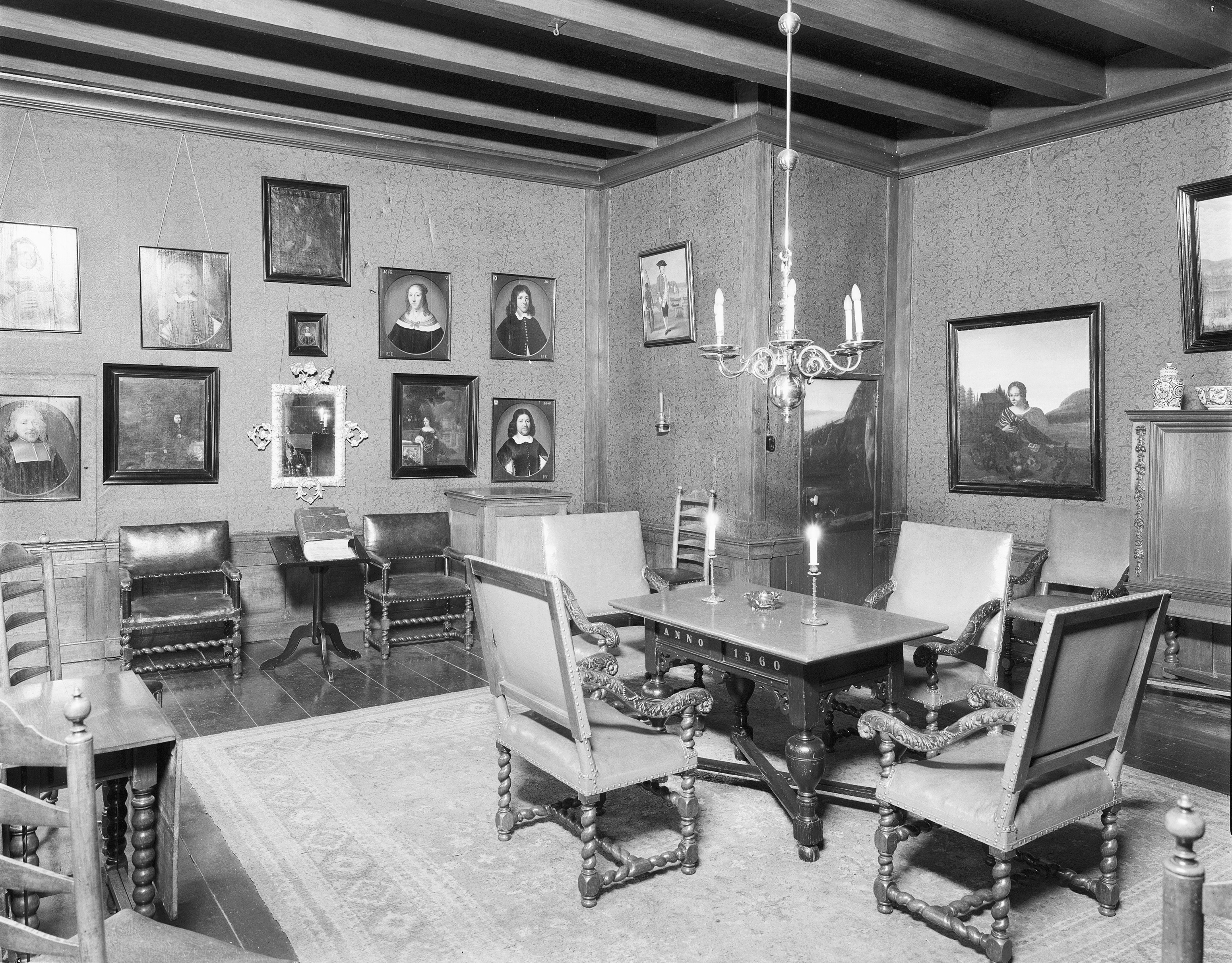
Habitació amb mirall i altres pintures.
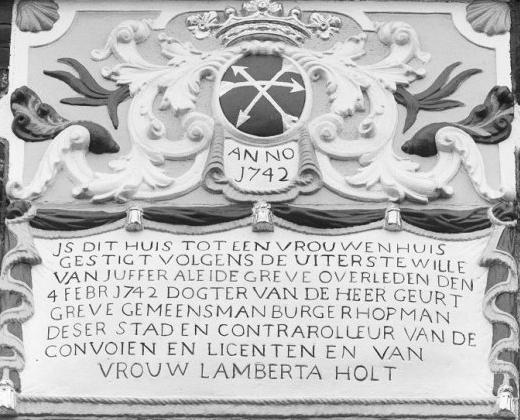
Placa de pedra en Vrouwenhuis, Melkmarkt 53, commemorant la seva fundació.